# ميسون البياتي
الدكتورة ميسون البياتي ميسون عبد الرزاق أحمد (8 آذار 1954 -) إعلامية ومذيعة عراقية تعتبر واحدة من أشهر المذيعات العراقيات، عملت في مجال الإعلام لأكثر من خمسة وعشرين عاما ابتدا من عام 1973 لغاية عام 1997. وهي أبنة أخ الشاعر عبد الوهاب البياتي

## حياتها
ولدت ميسون البياتي في منطقة الأعظمية في بغداد ولكون أسرتها ذات توجه يساري شيوعي وبسبب وجود مناكفات بين القوميين والشيوعيين في خمسينات القرن الماضي، لذلك انتقلت عائلتها للسكن في منطقة بغداد الجديدة.
كانت ميسون متفوقة في دراستها وبعد إتمام دراستها الإعدادية التحقت بكلية الفنون الجميلة عام 1973

## أعمالها
- شاركت في إعداد وتقديم العديد من البرامج للإذاعة والتلفزيون.
- عملت في إذاعة صوت الجماهير
- عملت في إذاعة بغداد
- كتبت مقالات للأطفال في المجلتين المشهورتين للأطفال مجلتي والمزمار
- ساهمت في تمثيل الفلم التاريخي _ الملك غازي _ إخراج محمد شكري جميل عام 1992
- لديها العديد من المقالات المتنوعة في المواقع الإلكترونية
- منذ تاريخ 16 / 1 / 2014 وحتى اليوم تعمل في مكتب الأمم المتحده للسلام في نيوزيلندا كسفيره نيوزيلنديه للسلام

## البرامج التي قدمتهالتلفزيون العراق
- الورشة
- فنون تشكيلية
- مع الموسيقى العالمية
- عالم المسرح
- المجلة الثقافية
- حذار من اليأس
- حوار في كتاب

## بعيدا عن الإعلام
غادرت ميسون البياتي العراق عام1997 وعملت تدريسيه في عدد من الجامعات العربية كانت آخرها جامعة السلطان قابوس في مسقط / سلطنة عمان
هاجرت إلى نيوزيلندا عام 2002 وحصلت على الجنسية النيوزيلنديه عام 2005 وتعيش حاليا في نيوزلندا.

## وصلات متعلقة
http://www.ahewar.org/debat/show.art.asp?aid=206634
http://www.almawsil.com/vb/showthread.php?t=76179
http://www.ahewar.org/m.asp?i=2031
http://www.arabiatube.com/video/5321/%D8%A3%D8%B1%D8%B4%D9%8A%D9%81-%D8%A7%D9%84%D8%AA%D9%84%D9%81%D8%B2%D9%8A%D9%88%D9%86-%D8%A7%D9%84%D8%B9%D8%B1%D8%A7%D9%82%D9%8A